# Ronde van Spanje 2009/Tiende etappe
De tiende etappe van de Ronde van Spanje 2009 werd verreden op 8 september 2009. Het was een overgangsgetappe over 171 kilometer van Alicante naar Murcia. De etappe werd gewonnen door de Australiër Simon Gerrans. Dankzij deze zege behaalde hij nu in elke grote ronde minstens één overwinning.
David De La Fuente sprong mee in een vroege vlucht en sprokkelde onderweg genoeg punten om leider te worden in het Bergklassement.

## Uitslagen
| Uitslag etappe | Uitslag etappe          | Uitslag etappe      | Uitslag etappe        | Uitslag etappe |
| rang           | renner                  | land                | ploeg                 | tijd           |
| -------------- | ----------------------- | ------------------- | --------------------- | -------------- |
| 1              | Simon Gerrans           | Vlag van Australië  | Cervélo               | 3:56.19        |
| 2              | Ryder Hesjedal          | Vlag van Canada     | Garmin-Slipstream     | z.t.           |
| 3              | Jakob Fuglsang          | Vlag van Denemarken | Team Saxo Bank        | z.t.           |
| 4              | Aleksandr Vinokoerov    | Vlag van Kazachstan | Astana                | z.t.           |
| 5              | Adam Hansen             | Vlag van Australië  | Team Columbia         | + 29"          |
| 6              | Francisco Pérez Sánchez | Vlag van Spanje     | Caisse d'Epargne      | + 31"          |
| 7              | Christophe Riblon       | Vlag van Frankrijk  | ag2r Prévoyance       | + 37"          |
| 8              | Karsten Kroon           | Vlag van Nederland  | Team Saxo Bank        | + 39"          |
| 9              | Arnaud Gérard           | Vlag van Frankrijk  | La Française Des Jeux | z.t.           |
| 10             | Matteo Tosatto          | Vlag van Italië     | Quick Step            | z.t.           |

| Algemeen klassement | Algemeen klassement | Algemeen klassement       | Algemeen klassement    | Algemeen klassement |
| rang                | renner              | land                      | ploeg                  | tijd                |
| ------------------- | ------------------- | ------------------------- | ---------------------- | ------------------- |
|                     | Alejandro Valverde  | Vlag van Spanje           | Caisse d'Epargne       | 40u 26' 41"         |
| 2                   | Cadel Evans         | Vlag van Australië        | Silence-Lotto          | + 07"               |
| 3                   | Robert Gesink       | Vlag van Nederland        | Rabobank               | + 36"               |
| 4                   | Tom Danielson       | Vlag van Verenigde Staten | Team Garmin-Slipstream | + 51"               |
| 5                   | Ivan Basso          | Vlag van Italië           | Liquigas               | + 53"               |
| 6                   | Samuel Sanchez      | Vlag van Spanje           | Euskaltel-Euskadi      | + 1' 03"            |
| 7                   | Damiano Cunego      | Vlag van Italië           | Lampre                 | + 2' 04"            |
| 8                   | Ezequiel Mosquera   | Vlag van Spanje           | Xacobeo-Galicia        | + 2' 24"            |
| 9                   | Haimar Zubeldia     | Vlag van Spanje           | Astana                 | + 3' 01"            |
| 10                  | Tadej Valjavec      | Vlag van Slovenië         | ag2r Prévoyance        | + 3' 13"            |

## Nevenklassementen
| Puntenklassement | Puntenklassement | Puntenklassement          | Puntenklassement       | Puntenklassement |
| rang             | renner           | land                      | ploeg                  | punten           |
| ---------------- | ---------------- | ------------------------- | ---------------------- | ---------------- |
|                  | André Greipel    | Vlag van Duitsland        | Team Columbia-HTC      | 83               |
| 2                | Tom Boonen       | Vlag van België           | Quick Step             | 75               |
| 3                | Tyler Farrar     | Vlag van Verenigde Staten | Team Garmin-Slipstream | 67               |

| Bergklassement | Bergklassement     | Bergklassement     | Bergklassement | Bergklassement |
| rang           | renner             | land               | ploeg          | punten         |
| -------------- | ------------------ | ------------------ | -------------- | -------------- |
|                | David De La Fuente | Vlag van Spanje    | Fuji-Servetto  | 64             |
| 2              | David Moncoutié    | Vlag van Frankrijk | Cofidis        | 60             |
| 3              | Pieter Weening     | Vlag van Nederland | Rabobank       | 48             |

| Combinatieklassement | Combinatieklassement | Combinatieklassement | Combinatieklassement | Combinatieklassement |
| rang                 | renner               | land                 | ploeg                | punten               |
| -------------------- | -------------------- | -------------------- | -------------------- | -------------------- |
|                      | Cadel Evans          | Vlag van Australië   | Silence-Lotto        | 18                   |
| 2                    | Alejandro Valverde   | Vlag van Spanje      | Caisse d'Epargne     | 20                   |
| 3                    | Damiano Cunego       | Vlag van Italië      | Lampre               | 25                   |

| Ploegenklassement | Ploegenklassement | Ploegenklassement   | Ploegenklassement | Ploegenklassement |
| rang              | ploeg             | land                | tijd              |                   |
| ----------------- | ----------------- | ------------------- | ----------------- | ----------------- |
|                   | Caisse d'Epargne  | Vlag van Spanje     | 121u 21' 33"      |                   |
| 2                 | Astana            | Vlag van Kazachstan | + 4' 32"          |                   |
| 3                 | Fuji-Servetto     | Vlag van Spanje     | + 7' 04"          |                   |

## Opgaves

### Niet meer gestart
- Thomas Rohregger (Team Milram)

### Opgegeven
- José Antonio Lopez (Andalucia - Cajasur)

1e etappe ·
2e etappe ·
3e etappe ·
4e etappe ·
5e etappe ·
6e etappe ·
7e etappe ·
8e etappe ·
9e etappe ·
10e etappe ·
11e etappe ·
12e etappe ·
13e etappe ·
14e etappe ·
15e etappe ·
16e etappe ·
17e etappe ·
18e etappe ·
19e etappe ·
20e etappe ·
21e etappe
Startlijst · Eindstanden · Afbeeldingen
 winnaars · rode trui · 
 puntenklassement · 
 bergklassement · 
 combinatieklassement · 
 jongerenklassement · 
 ploegenklassement · 
 strijdlust

 Belgische leiderstruidragers · etappewinnaars

 Nederlandse leiderstruidragers · etappewinnaars
1935 · 1936 · 1937 · 1938 · 1939 · 1940 · 1941 · 1942 · 1943 · 1944 · 1945 · 1946 · 1947 · 1948 · 1949 · 1950 · 1951 · 1952 · 1953 · 1954 · 1955 · 1956 · 1957 · 1958 · 1959 · 1960 · 1961 · 1962 · 1963 · 1964 · 1965 · 1966 · 1967 · 1968 · 1969 · 1970 · 1971 · 1972 · 1973 · 1974 · 1975 · 1976 · 1977 · 1978 · 1979 · 1980 · 1981 · 1982 · 1983 · 1984 · 1985 · 1986 · 1987 · 1988 · 1989 · 1990 · 1991 · 1992 · 1993 · 1994 · 1995 · 1996 · 1997 · 1998 · 1999 · 2000 · 2001 · 2002 · 2003 · 2004 · 2005 · 2006 · 2007 · 2008 · 2009 · 2010 · 2011 · 2012 · 2013 · 2014 · 2015 · 2016 · 2017 · 2018 · 2019 · 2020 · 2021 · 2022 · 2023 · 2024 · 2025